# Tricoteuse

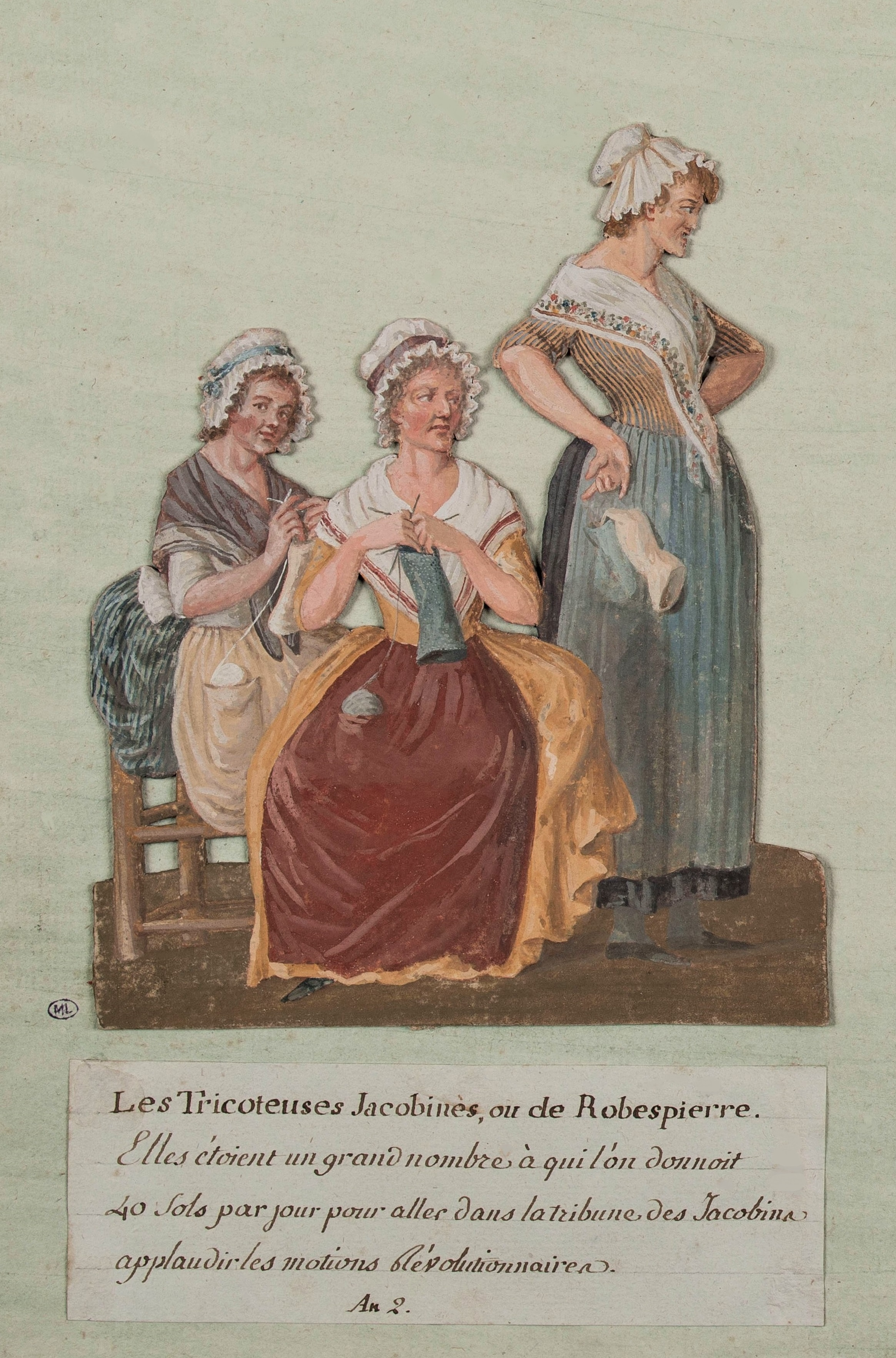
Ilustração contemporânea das Tricoteuses por Pierre-Étienne Lesueur

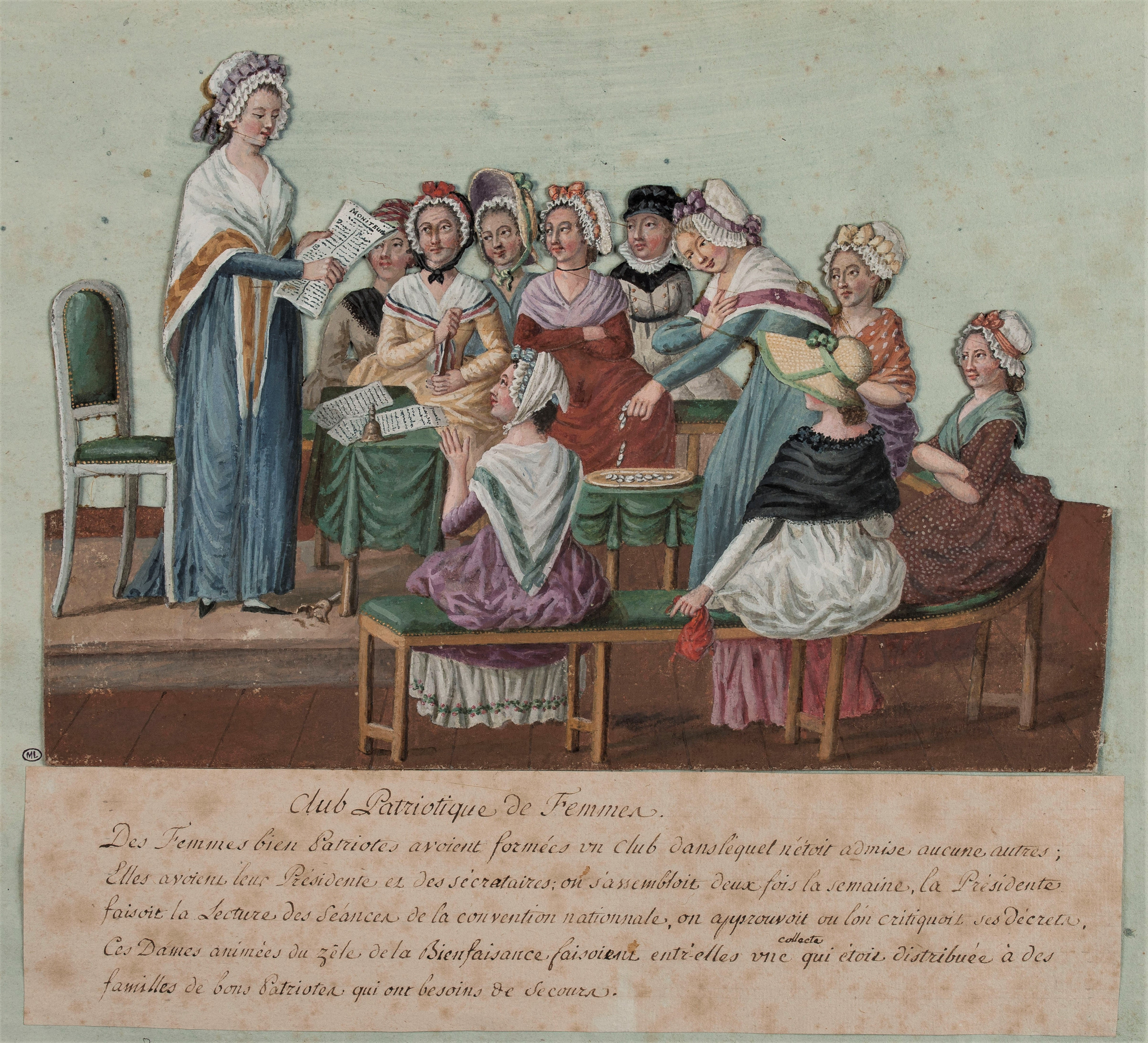
Ilustração contemporânea de um Clube de Mulheres Revolucionárias, de Pierre-Étienne Lesueur

Tricoteuse (pronúncia em francês: [tʁikɔtøz]) é o termo francês para uma tricoteira ou tricoteadora. O termo é mais usado em seu sentido histórico como um apelido paras as mulheres que se sentavam diante da guilhotina durante as execuções públicas em Paris durante a Revolução Francesa, supostamente continuando a tricotar entre as execuções. Entre os itens produzidos por essas mulheres estão o barrete da liberdade ou barrete frígio. 

## Origem
Uma das primeiras insurreições da era revolucionária foi a Marcha sobre Versalhes em 5 de outubro de 1789. Enfurecidas pela carestia, o alto preço dos alimentos e sua escassez, as mulheres do povo marcharam espontaneamente de Paris até a residência real no Palácio de Versalhes para protestar. Reunidas aos milhares, ao grupo de mulheres só interessava resolver essa questão: suas exigências sobre o pão foram atendidas e Luís XVI  foi forçado a deixar seu luxuoso palácio e retornar, de má vontade, a Paris, para presidir as atividades que lhe eram cabíveis.
O sucesso inesperado da marcha deu àquelas mulheres um status quase mítico, elas que até então viveram sem qualquer divulgação. Embora carecessem de quaisquer figuras centrais às quais atribuir liderança, o grupo identitário de mulheres revolucionárias tornou-se altamente celebrado. As trabalhadoras, "mães da Nação", foram louvadas e tiveram sua presença requerida pelos governos que se sucederam nos anos seguintes. "Aquelas mulheres do mercado foram tratadas como heroínas desde sua marcha a Versalhes em outubro de 1789; governos após governos em Paris dedicaram-se a honrá-las[.]"
Posteriormente, o comportamento rude e arruaceiros das mulheres do mercado veio a se tornar um risco ao governo revolucionário, cada vez mais autoritário. Quando o Reino do Terror começou em 1793, as mulheres perigosamente imprevisíveis tornaram-se indesejáveis: em maio foram excluídas dos lugares que lhes eram reservados na galeria da Convenção Nacional e poucos dias mais tarde foram oficialmente proibidas de praticar qualquer forma de reunião. "[As mulheres do mercado] tiveram um papel importante na história das ruas de Paris até o Reino do Terror, quando o poder que tinham lhes foi repentinamente tirado. Em 21 de maio de 1793, elas foram excluída por um decreto das galerias da Convenção; em 26 de maio foram proibidas de realizar qualquer forma de reunião política."
As veteranas da marcha, suas numerosas sucessoras e apoiadoras, dali em diante reuniram na guilhotina na Praça da Revolução (atual Praça da Concórdia) como soturnas espectadoras das execuções públicas, tornadas diárias. "Assim privadas da participação ativa na política, as mulheres do mercado, tornaram-se as tricoteuses, ou tricoteiras, que passaram a ocupar lugares na Praça da Revolução e assistir à guilhotina enquanto tricotavam."